# Praia do Presídio (Ilha Anchieta)
A Praia do Presídio da Ilha Anchieta é a principal praia do Parque Estadual da Ilha Anchieta,  encanta tanto pela beleza como pela história local.
Uma sangrenta rebelião de presos ocorrida em 1952 levou ao desativamento do presídio que ali funcionava.
Ruínas desse presídio ainda podem ser visitadas com monitoramento dos guias que fazem parte dos passeios de escuna que saem do Saco da Ribeira e do Itaguá.
Uma trilha leva Praia do Sul, outro paradisíaco local com águas límpidas, próprias para mergulho.